# 布施忠
布施 忠（ふせ ただし、1977年10月8日 - ）は、山形県出身の日本のプロスノーボーダー。

## 来歴
1998年にプロ契約し、メインスポンサーをロシニョールとして活動をする。2003年に発売されたDVD「positron」（ポジトロン）では、海外の世界トップレベルの選手たちに混ざり、トリを務めている。海外レーベル、そして海外のトップクラスの選手に交じって日本人スノーボーダーが出演するのは珍しく、ましてやトリを務めるのは極めて稀である。
2004年に業界最大手のバートン・スノーボードに移籍。バートン契約ライダーの最高位に位置するグローバル・チームにアジア人で唯一在籍し、自身のシグネチャーモデルが世界販売モデルとして発売された。日本人として初の快挙である。バックカントリーを中心に撮影を行い、海外のスノーボードビデオに多数出演。そのライディングスキルは、世界的にも高い評価を受ける。
2006年にフィルムプロダクションHeartFilmsを設立。平岡暁史、小西隆文と共にカナダを中心にフィルミングする。HeartFilmsという名で5本DVDを発売している（2011年6月時点）2009年8月、ロメイン、JP ソルバーグ、DCPらライダーがいる、YES.NOW.BOARDに移籍をした。
2012年現在、メインスポンサーはBillabong。プロスノーボーダー西田崇と親友関係にある。西田崇のブランド「MAY'B EM(メイビーエム)」には布施忠も所属ライダーとして活動していたが現在は脱退となっている。ちなみに西田崇は山形市、布施忠は高畠町と両名とも山形県の出身である。